# Teotlalcingo
Teotlalcingo är en ort i Mexiko.   Den ligger i kommunen Chignahuapan och delstaten Puebla, i den sydöstra delen av landet, 130 km öster om huvudstaden Mexico City. Teotlalcingo ligger 2 358 meter över havet och antalet invånare är 156.
Terrängen runt Teotlalcingo är kuperad. Runt Teotlalcingo är det ganska tätbefolkat, med 54 invånare per kvadratkilometer. Närmaste större samhälle är Zacatlán, 12,7 km norr om Teotlalcingo. I omgivningarna runt Teotlalcingo växer i huvudsak blandskog.